# Alvin és a mókusok 3.
Az Alvin és a mókusok 3. (eredeti cím: Alvin and the Chipmunks: Chipwrecked) 2011-ben bemutatott amerikai vegyes technikájú film, amelyben valós és számítógéppel animált díszletek, élő és számítógéppel animált szereplők közösen szerepelnek. Az azonos című rajzfilmsorozat alapján készült harmadik film.

## Szereplők
| Szereplő          | Eredeti hang        | Magyar hang     |
| ----------------- | ------------------- | --------------- |
| Alvin             | Justin Long         | Dányi Krisztián |
| Simon             | Matthew Gray Gubler | Posta Victor    |
| Theodore          | Jesse McCartney     | Arany Tamás     |
| Brittany          | Christina Applegate | Vadász Bea      |
| Jeanette          | Anna Faris          | Ábel Anita      |
| Eleanor           | Amy Poehler         | Haffner Anikó   |
| Szereplő          | Színész             | Magyar hang     |
| Dave              | Jason Lee           | Anger Zsolt     |
| Ian               | David Cross         | Borbély László  |
| Zoe               | Jenny Slate         | Kéri Kitty      |
| Correlli kapitány | Andy Buckley        | Kőszegi Ákos    |
| Daphne Snow       | Alyssa Milano       | N/A             |
| Tessa             | Luisa D’Oliveira    | N/A             |
| Harrison          | Tucker Albrizzi     | N/A             |

## Televíziós megjelenések
HBO 2, Film+, RTL+, PRIME, Mozi+,  Cool